# Équipe de Nouvelle-Zélande féminine de kayak-polo
L'équipe de Nouvelle-Zélande féminine de kayak-polo est l'équipe féminine qui représente la Nouvelle-Zélande dans les compétitions majeures de kayak-polo.
Elle est constituée par une sélection des meilleures joueuses néozélandaises.
Elle compte à son palmarès un titre de vice-champion du monde (en 2006).

## Palmarès
Parcours aux championnats du Monde
- 1994 : 5e
- 1996 : 5e
- 1998 : non présente
- 2000 : 7e
- 2002 : 6e
- 2004 : 6e
- 2006 : 2e
- 2008 : 4e
- 2010 : 4e